# Berny-Rivière
Berny-Rivière és un municipi francès situat al departament de l'Aisne i a la regió dels Alts de França. L'any 2007 tenia 593 habitants.

## Demografia

### Població
El 2007 la població de fet de Berny-Rivière era de 593 persones. Hi havia 232 famílies de les quals 56 eren unipersonals (32 homes vivint sols i 24 dones vivint soles), 72 parelles sense fills, 92 parelles amb fills i 12 famílies monoparentals amb fills.
La població ha evolucionat segons el següent gràfic:
Habitants censats

### Habitatges
El 2007 hi havia 645 habitatges, 233 eren l'habitatge principal de la família, 389 eren segones residències i 22 estaven desocupats. 269 eren cases i 6 eren apartaments. Dels 233 habitatges principals, 192 estaven ocupats pels seus propietaris, 37 estaven llogats i ocupats pels llogaters i 4 estaven cedits a títol gratuït; 1 tenia una cambra, 11 en tenien dues, 40 en tenien tres, 55 en tenien quatre i 125 en tenien cinc o més. 167 habitatges disposaven pel capbaix d'una plaça de pàrquing. A 93 habitatges hi havia un automòbil i a 107 n'hi havia dos o més.

### Piràmide de població
La piràmide de població per edats i sexe el 2009 era:
| Homes | Edats   | Dones |
| ----- | ------- | ----- |
| 0     | 95 o +  | 0     |
| 0     | 90 a 94 | 0     |
| 0     | 85 a 89 | 0     |
| 0     | 80 a 84 | 12    |
| 8     | 75 a 79 | 4     |
| 20    | 70 a 74 | 8     |
| 16    | 65 a 69 | 12    |
| 8     | 60 a 64 | 12    |
| 12    | 55 a 59 | 12    |
| 24    | 50 a 54 | 32    |
| 20    | 45 a 49 | 24    |
| 28    | 40 a 44 | 16    |
| 36    | 35 a 39 | 16    |
| 12    | 30 a 34 | 28    |
| 16    | 25 a 29 | 16    |
| 20    | 20 a 24 | 8     |
| 24    | 15 a 19 | 16    |
| 24    | 10 a 14 | 28    |
| 24    | 5 a 9   | 16    |
| 4     | 0 a 4   | 8     |

## Economia
El 2007 la població en edat de treballar era de 390 persones, 290 eren actives i 100 eren inactives. De les 290 persones actives 252 estaven ocupades (134 homes i 118 dones) i 37 estaven aturades (22 homes i 15 dones). De les 100 persones inactives 30 estaven jubilades, 37 estaven estudiant i 33 estaven classificades com a «altres inactius».

### Ingressos
El 2009 a Berny-Rivière hi havia 240 unitats fiscals que integraven 632,5 persones, la mediana anual d'ingressos fiscals per persona era de 19.029 €.

### Activitats econòmiques
Dels 29 establiments que hi havia el 2007, 7 eren d'empreses de construcció, 5 d'empreses de comerç i reparació d'automòbils, 6 d'empreses d'hostatgeria i restauració, 4 d'empreses de serveis, 1 d'una entitat de l'administració pública i 6 d'empreses classificades com a «altres activitats de serveis».
Dels 13 establiments de servei als particulars que hi havia el 2009, 2 eren paletes, 1 guixaire pintor, 1 fusteria, 3 lampisteries, 2 perruqueries, 2 restaurants i 2 salons de bellesa.
L'únic establiment comercial que hi havia el 2009 era una botiga de menys de 120 m².

## Equipaments sanitaris i escolars
El 2009 hi havia una escola elemental integrada dins d'un grup escolar amb les comunes properes formant una escola dispersa.

## Poblacions més properes
El següent diagrama mostra les poblacions més properes.